# Листёль, Аслаг
Аслаг Кнутсон Листёль (норв. Aslak Liestøl; 7 марта 1920, Берум — 18 февраля 1983, там же) — норвежский филолог, археолог, исследователь рун.

## Биография
Родился в семье профессора, фольклориста и государственного деятеля Кнута Листёля (1881—1952). Образование получил в Университете Осло.
Там же в 1948 году стал кандидатом филологических наук в области древнескандинавских языков. С 1948 года работал хранителем рунического архива Университетской коллекции древностей, постоянный сотрудник с 1950 года и первый куратор рунического архива с 1958 года. На этой должности оставался до самой смерти.
Научные интересы: исследование рун, эпоха викингов. Проделал большую работу по публикации рунических материалов и интерпретации надписей. Принимал участие в публикации нескольких научных работ по руническим надписям Норвегии. Кроме того, опубликовал и интерпретировал многие из наиболее интересных надписей из новых рунических находок, обнаруженных в Бергене, которые стали известны в 1950-х годах. Опубликовал ряд статей об отдельных надписях, в том числе известный Кулистейнен на Нордернае. Руническую надпись на этом камне часто называют «норвежским свидетельством о крещении», поскольку впервые стало известно, что название «Норвегия» использовалось на норвежской земле.
Известен как разносторонний и продуктивный исследователь с широким кругозором, что давало ему преимущество как полевому археологу. Ему принадлежит открытие рунической надписи на Кулистейнене на Смоле, которая содержала древнейшее письменное свидетельство названия «Норвегия», датируемое началом 1000-х годов.
Листёль считается одним из ведущих рунологов в стране. Он также проявлял большой интерес к области археологии и публиковал ряд статей на археологические темы, одновременно принимая участие в нескольких крупных археологических раскопках древностей.

## Избранная библиография
- Storhedder Viking 1947
- Runekrossen i Muséparken i Stavanger, Stavanger Museum årbok 1953
- The Hanging Bowl, a Liturgical and Domestic Vessel. Acta Archaeologica vol. XXIV 1953
- Artikler: Innskriftene fra Ryen, Vest-Agder; Sele I, Rogaland; Stavanger III; Talgje kirke I,II, Rogaland. Norges innskrifter med de yngre runer III 1953
- Spjutsodden frå Kvikne i Gudbrandsdalen. Viking 1955
- Latex-plastlakk avstøyping. Universitetets Oldsaksamling Årbok 1954-55
- Runeinnskriftene i Gol stavkyrkje. By og Bygd 1956
- Artikler: Innskriftene fra Urnes, Sogn og Fjordane; Hennøy, Sogn og Fjordane; Kuli, Møre og Romsdal. Norges innskrifter med de yngre runer IV 1957
- Runene fra Gamle Ladoga. Kuml. Årbog for Jysk Arkæologisk Selskab 1958
- Landsverk. Maal og Minne 1958
- Osebergfunnet. Fører utgitt av Universitetets Oldsaksamling. Landheving og stadnamn. Maal og Minne 1958
- Våre Oldfunn 1961
- Drottkvættvers fra Bryggen i Bergen. Maal og Minne 1962
- Jeg rister bodruner, jeg rister bjærgeruner. Skalk 1964/5
- Runer frå Bryggen. Viking XXVII 1963
- Sigurd Lavards rúnakefli. Maal og Minne 1964
- Runeinnskrifta på Eikelandspenna. Frà Haug ok Heiðni 2/1965
- Tre nyfunne runesteinar frå Rogaland. Stavanger Museum årbok 1964
- Der var meget uro på øerne den vinter. Skalk 1/1967
- Vert og gjest i norrøn tid. Gilde og gjestebod 1967
- Correspondence in Runes. Mediaeval Scandinavia 1 1968
- The Maeshowe Runes. Some interpretations. Viking Congress 5, Tórshavn 1965 (Papers) 1968.
- Nytt lys over Kensingtonsteinen. Syn og Segn 75 1969
- Review: Niels Åge Nielsen: Runerne på Rökstenen. Maal og Minne 1970.
- * Botlaifr. Gotländskt Arkiv 42 1970
- Den norrøne arven. Norveg 14 1970
- En uartig historisk runeinnskrift. Kuml 1970
- Runic Inscriptions. Varangian problems 1970
- Skrivekyndige vikinger. Frà Haug ok Heiðni 4/1970
- Spjut. Kulturhistorisk Leksikon for Nordisk Middelalder (KHLNM) bd.16 1970
- The literate Vikings. Viking Congres 6, Uppsala og Bonäs 1969 (Papers) 1970
- Innskrifta på Eikesteinen. Stavanger Museum årbok 1972
- Runeninschriften von der Bryggen in Bergen. Zeitschrift für Archaelogie des Mittelalters 1973
- Runenstäbe aus Haithabu-Hedeby. Berichte über die Ausgrabungen in Haithabu 6, 1973.
- Runic voices from Towns of Ancient Norway. Scandinavia. 1974.
- Runeinnskriftene fra «Mindets Tomt». De arkeologiske utgravninger i Gamlebyen, Oslo 1977
- Runefunn under golvet i Lom kyrkje. Fortidsminner LXV 1978.
- Andres gjorde meg. Universitetets Oldsaksamling årbok 1979
- Bryggen i Bergen. Norges innskrifter med de yngre runer VI 1980
- Runene i Slemmedalskatten. Viking 1981
- The Emergence of the Viking Runes. Michigan Germanic Studies 1981
- The Viking Runes: The Transition from the older to the younger. Saga Book vol.20 IV 1982